# Joe Pass

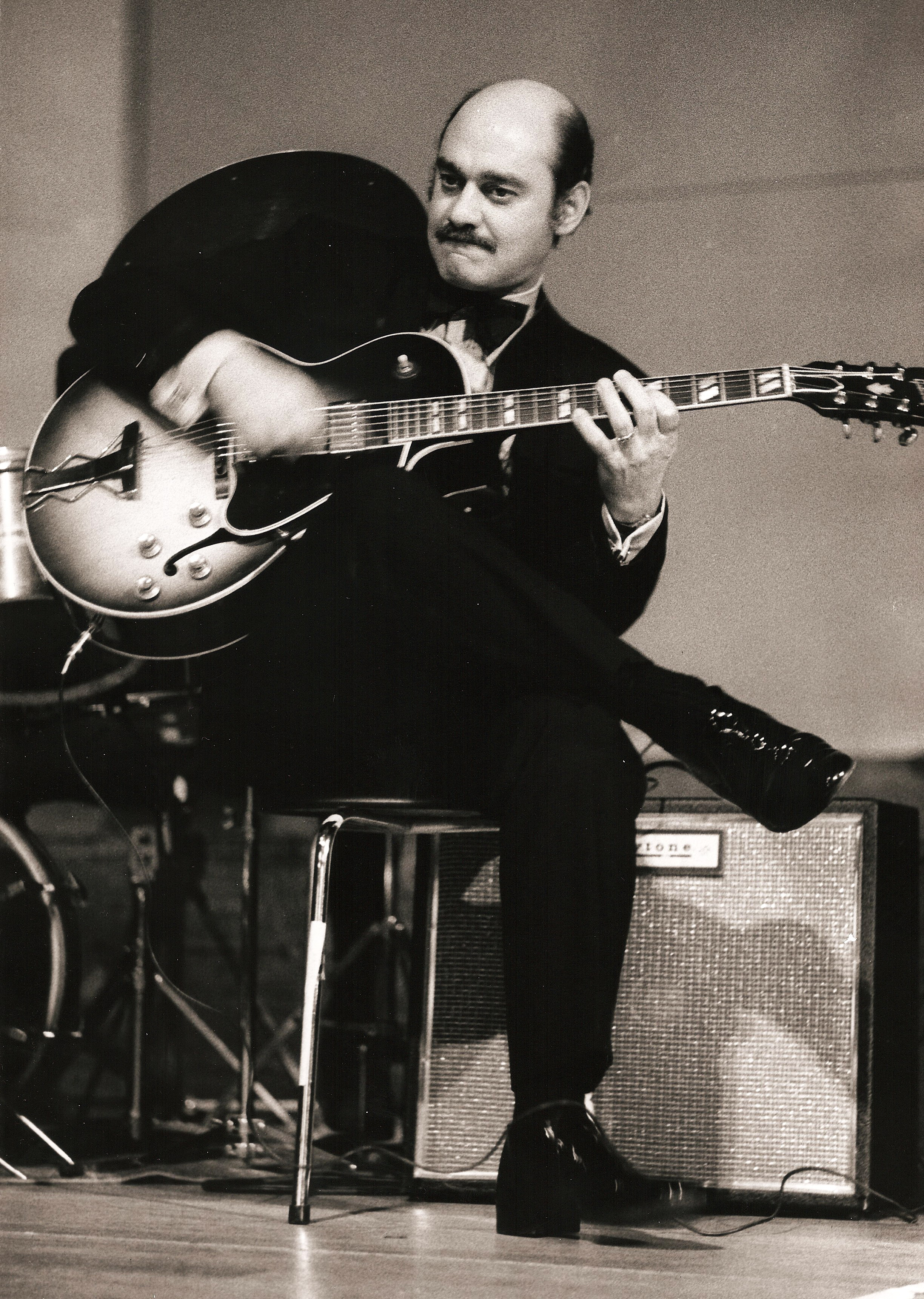
Joe Pass während eines Konzerts in München 1974

Joe Pass, eigentlich Joseph Anthony Passalaqua, (* 13. Januar 1929 in New Brunswick, New Jersey; † 23. Mai 1994 in Los Angeles, Kalifornien) war ein US-amerikanischer Jazz-Gitarrist.

## Leben und Wirken
Joe Pass begann mit neun Jahren mit dem Gitarrenspiel und war bereits 1943 als Solist im Tony Pastor Orchestra aktiv. Bevor er zum Wehrdienst eingezogen wurde, arbeitete er auch mit Charlie Barnet. Ende der 1940er Jahre zog er nach New York City, wo er Kontakt zur Bebop-Szene fand, aber auch mit Art Tatum und Coleman Hawkins jammte. Wegen Drogenproblemen  gelang ihm erst 1961 der Durchbruch als Begleiter des Pianisten Arnold Ross. Danach spielte er 1963 sein Debütalbum Catch Me ein. In diesen Jahren arbeitete er mit Clare Fischer, Gerald Wilson, Les McCann und George Shearing (1965–1967) und begleitete Frank Sinatra. Die Liste der Musiker, mit denen er seit den 1970ern auf der Bühne stand oder im Studio arbeitete, umfasst Namen wie Ella Fitzgerald, Milt Jackson, Sarah Vaughan, Ray Brown, Stéphane Grappelli, Toots Thielemans oder Oscar Peterson.
Er war einer der prominentesten Vertreter der Jazzgitarre – sei es als Sideman oder als Solo-Interpret. Meilensteine in Pass’ Karriere waren die Duette mit der Sängerin Ella Fitzgerald, die Maßstäbe für diese Besetzung setzten.
Anerkennung in der Jazzszene erarbeitete sich Pass vor allem mit der Interpretation von Bebopstücken. Diese spielte er meist alleine oder mit einer kleinen Rhythmusgruppe (meist bestehend aus Bass und Schlagzeug). Seine komplexen, unbegleiteten Soli gingen unter dem Namen „Chordal Improvisation“ in die Jazzgeschichte ein. Er verband dabei in Fingerstyle-Technik Melodielinien, Akkorde und Walking-Bass-Figuren zu einer fließenden Performance, die für die Solo-Jazzgitarre noch heute wegweisend ist. Besonders zu erwähnen sind hier die Aufnahmen auf den Alben der Virtuoso-Serie (siehe Diskografie).

„Ich habe noch nie etwas ohne Pannen oder Fehler gemacht. Das ist mein Markenzeichen.“

## Diskografie (Auszug)

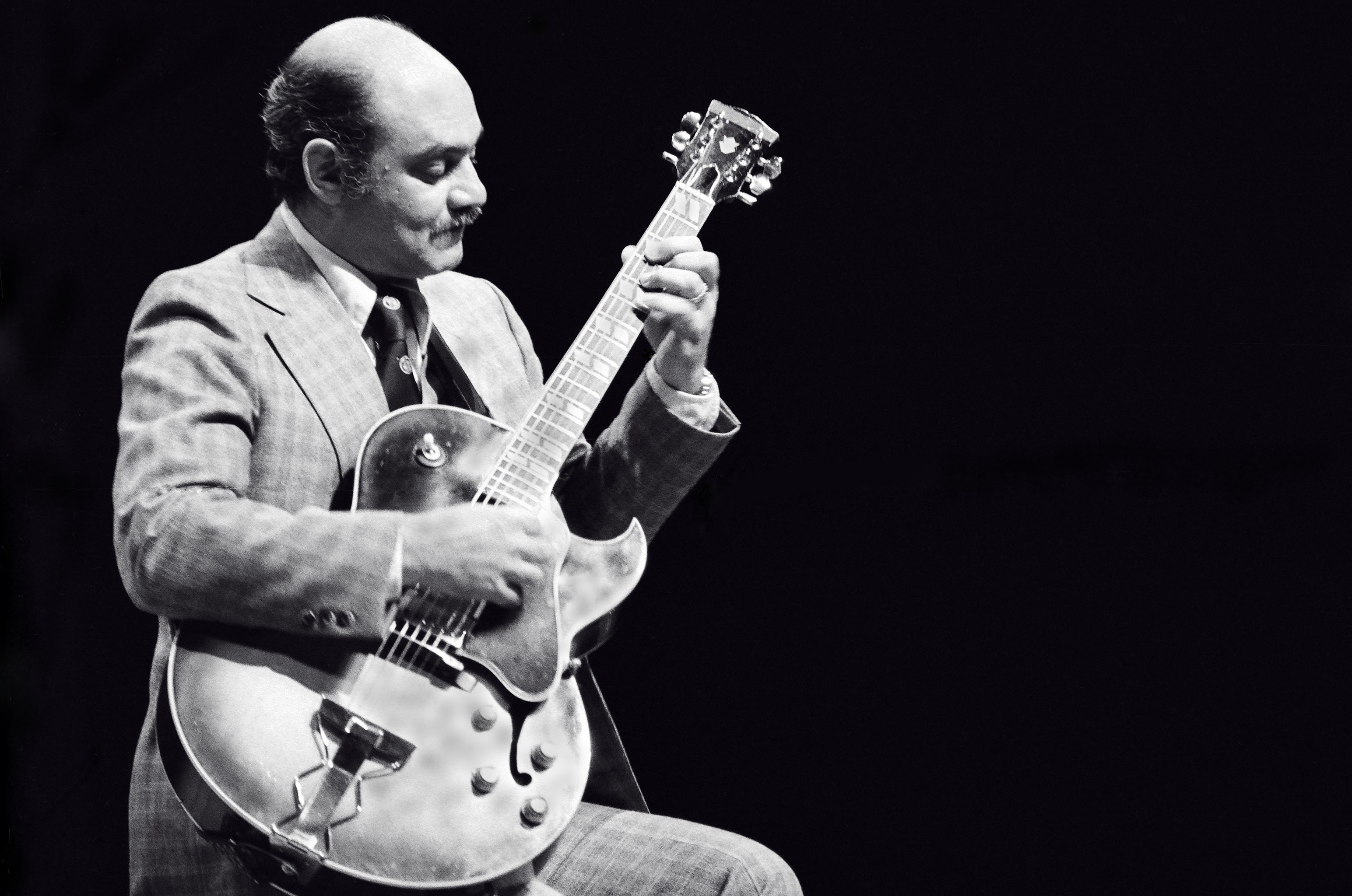
Joe Pass 1975

- Joe Pass: For Django, BGO Records 1964
- Joe Pass: Intercontinental MPS Records 1974, Aufzeichnung 1970
- Joe Pass: Virtuoso, Pablo Records 1974, Aufzeichnung 1973
- Joe Pass: Portraits of Duke Ellington, Pablo Rec. 1975, Aufzeichnung 1974
- Joe Pass: Virtuoso #2 Pablo Records 1976, Aufzeichnung 1976
- Joe Pass: Montreux ‘77 – Live, 1977
- Joe Pass: Blues For Fred , 1988
- Joe Pass, Ella Fitzgerald: Take Love Easy, 1973
- Joe Pass, Ella Fitzgerald: Fitzgerald And Pass ... Again, 1976
- Joe Pass, Ella Fitzgerald: Speak Love, 1982
- Joe Pass: Virtuoso #4 Pablo Records 1983, Aufzeichnung 1973
- Joe Pass, Oscar Peterson, Niels-Henning Ørsted Pedersen: The Good Life
- Joe Pass, Oscar Peterson, Niels-Henning Ørsted Pedersen: The Trio
- Joe Pass, Niels-Henning Ørsted Pedersen: Chops (Original Jazz Classic)
- Joe Pass, Stéphane Grappelli, Niels-Henning Ørsted Pedersen: Tivoli Gardens
- Joe Pass, Milt Jackson, Ray Brown: The Big 3
- Joe Pass, One for my Baby, Pablo Records 1989 mit Plas Johnson (Tenor Sax), Gerald Wiggins (Piano, Orgel), Andy Simpkins (Bass), Tootie Heath (Drums)
- Joe Pass, NDR-Bigband: Joe Pass in Hamburg, 1990
- feat. Joe Pass: Carter, Gillespie, Inc. Pablo Records 1976, Aufzeichnung 1976

## Sammlung
- The Complete Pacific Jazz Joe Pass Quartet Session (1963–64), Mosaic Label 2001, 5 CDs[3]

## Publikationen
- Jazz Guitar Solos (1971), GWYN Publishing Co.
- Joe Pass Improvising Ideas (1994), Mel Bay Publications
- Joe Pass Guitar Style, Alfred Publishing Co.
- Joe Pass Chord Solos, Alfred Publishing Co.

## Lexigrafische Hinweise
- Wolf Kampmann (Hrsg.), unter Mitarbeit von Ekkehard Jost: Reclams Jazzlexikon. Reclam, Stuttgart 2003, ISBN 3-15-010528-5.
- Martin Kunzler: Jazz-Lexikon. Band 2: M–Z (= rororo-Sachbuch. Bd. 16513). 2. Auflage. Rowohlt, Reinbek bei Hamburg 2004, ISBN 3-499-16513-9.